# انستروم اف ۲۸

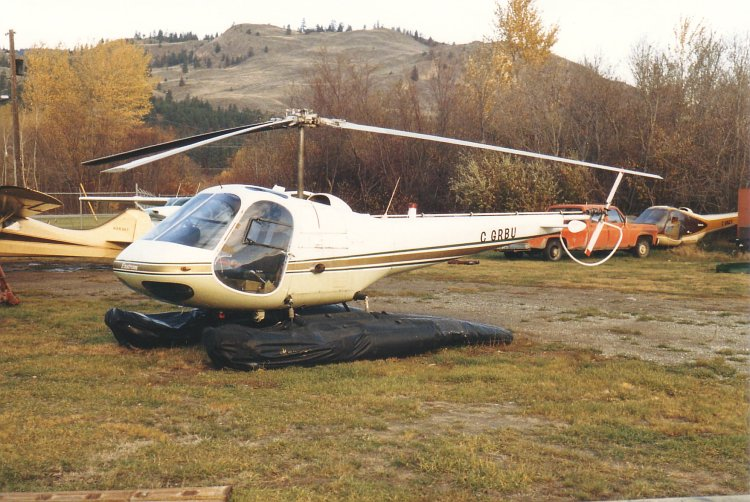
اف-۲۸

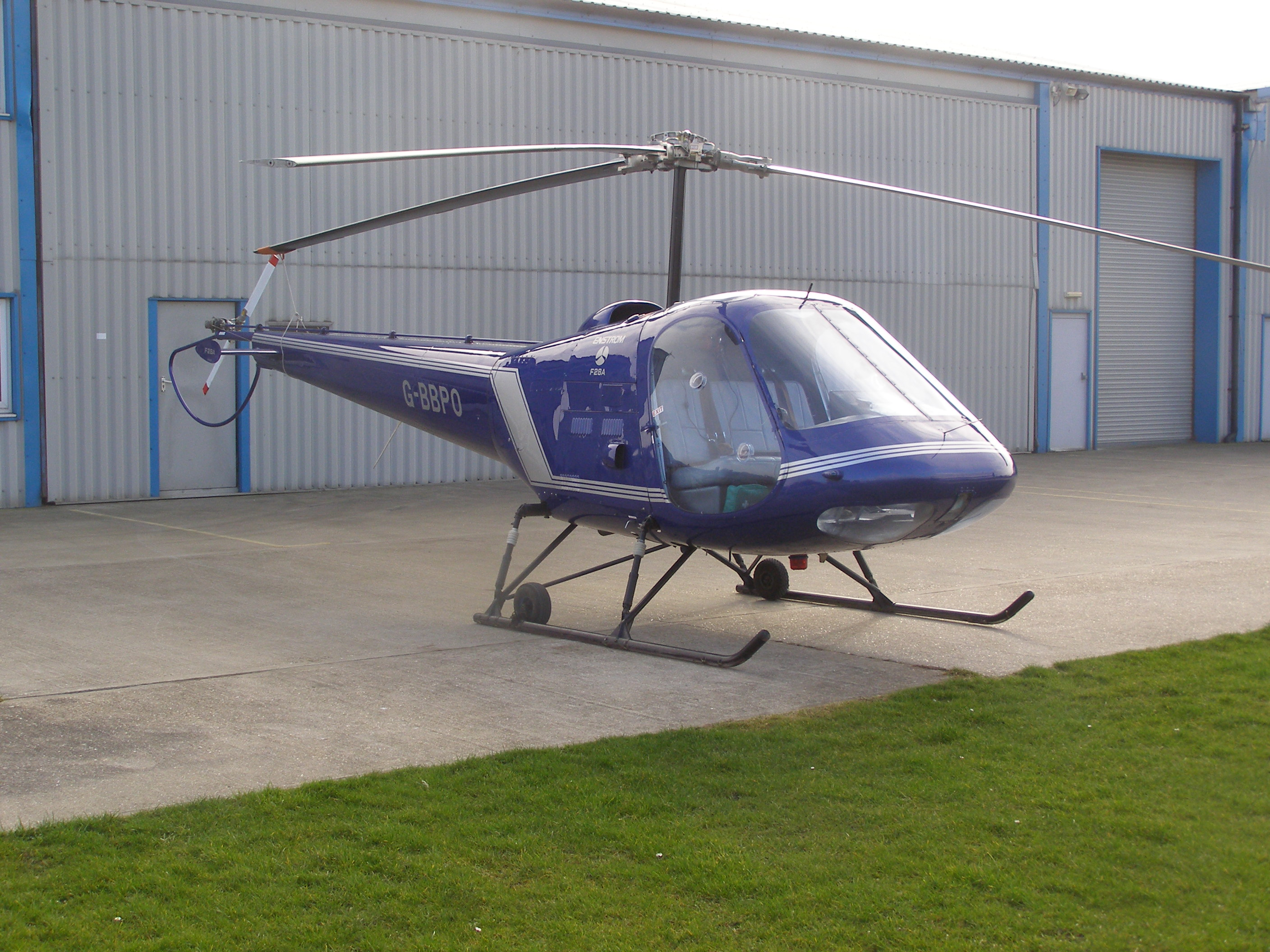
اف-۲۸

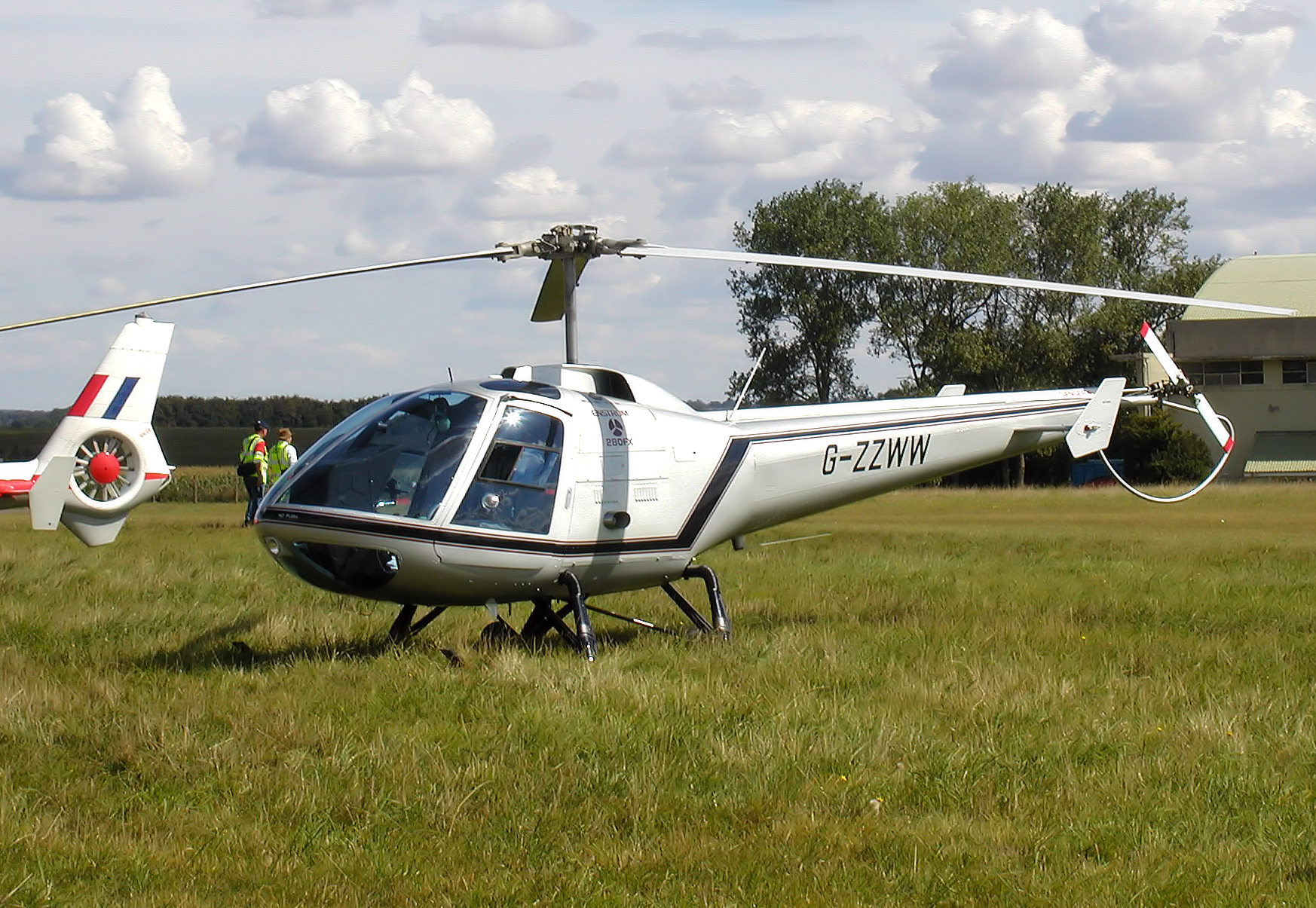
۲۸۰ اف‌ایکس

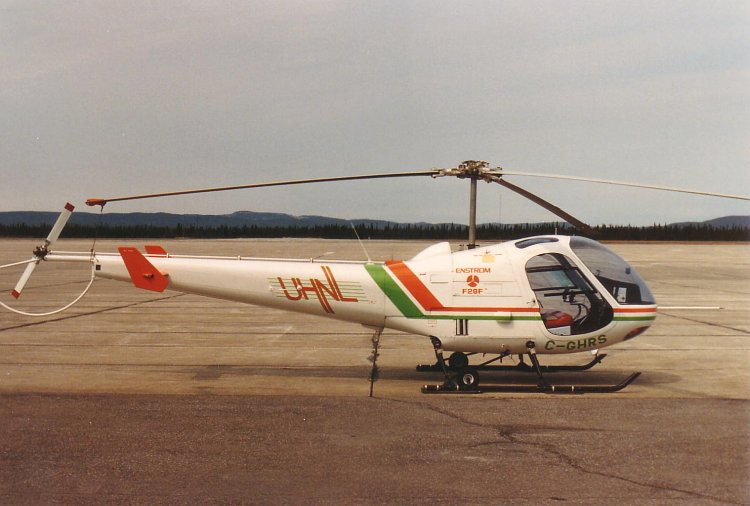
اف-۲۸

انستروم اف ۲۸ و ۲۸۰ (به انگلیسی: Enstrom F-28) یک خانواده از بالگردهای با موتور رفت و برگشتی ساخت شرکت انستروم ایالات متحده آمریکا است. از این خانواده بالگرد تا کنون بیش از ۱۲۰۰ فروند ساخته شده‌است. مدلهای اف-۲۸ و انستروم ۲۸۰ از موتور پیستونی لایکومینگ بهره می‌برند و مدل انستروم ۴۸۰ نیز از موتور توربوشفت آلیسون ۲۵۰ بهره می‌برد.

## کاربران

### کاربران غیرنظامی
در مقیاس گسترده در میان علاقه‌مندان به پرواز، آموزش پرواز و شرکتهای غیرنظامی خصوصی به کار می‌رود.

### کاربران دولتی و نظامی
شیلی
 کلمبیا
 پرو
 ایالات متحده آمریکا
 ونزوئلا

## حوادث
- در اکتبر سال ۱۹۸۶ در منهتن نیویورک یک فروند اف-۲۸ در ارتفاع ۲۳ متری از سطح زمین درحالیکه گزارش رادیویی در زمینه ترافیک شهری تهیه می‌کرد، دچار نقص فنی در کلاچ بالگرد شد و پس از برخورد به یک فنس آهنی به درون رودخانه هادسون افتاد. خانم جین دورناکر خواننده راک و گزارشگر شبکه ان‌بی‌سی درحالیکه فریاد می‌کشید: «میفتیم در آب»، «میفتیم در آب»، «میفتیم در آب» بالگرد درون آب افتاد. خلبان از این حادثه جان سالم به در برد ولی جین دورناکر در راه بیمارستان به دلیل خونریزی شدید درگذشت.[۴]
- در سال ۲۰۱۵ یک فروند انستروم ۲۸۰ در اری، کلرادو به دلیل نقص ملخ در هوا متلاشی شد که آموزگار پرواز و شاگرد او درگذشتند. دلیل این سقوط فرسودگی ملخ و استفاده بیش از حد بدون اورهال در زمان مناسب اعلام شد.[۵]

## مشخصات
داده‌ها از Brassey's World Aircraft & Systems Directory
ویژگی‌های عمومی
- خدمه: ۱ خلبان
- ظرفیت: دو سرنشین
- طول: ۲۹ فوت ۳ اینچ (۸٫۹۲ متر)
- ارتفاع: ۹ فوت ۰ اینچ (۲٫۷۴ متر)
- وزن خالی: ۱٬۵۷۰ پوند (۷۱۲ کیلوگرم)
- بیشترین وزن برخاست: ۲٬۶۰۰ پوند (۱٬۱۷۹ کیلوگرم)
- پیشرانه: ۱ عدد موتور چهارسیلندر خطی هواخنک Lycoming HIO-360-F1AD, ۲۲۵ اسب بخار (۱۶۸ کیلووات)
- قطر روتور اصلی:  ۳۲ فوت ۰ اینچ (۹٫۷۵ متر)
- مساحت روتور اصلی: ۸۰۴ فوت مربع (۷۴٫۷ متر مربع) NACA 0013.5[۷]

عملکرد
- حداکثر سرعت: ۹۷ گره (۱۱۲ مایل بر ساعت، ۱۸۰ کیلومتر بر ساعت)
- سرعت کروز: ۸۹ گره (۱۰۲ مایل بر ساعت، ۱۶۵ کیلومتر بر ساعت)
- بُرد: ۲۴۱ مایل دریایی (۲۷۷ مایل، ۴۴۶ کیلومتر)
- حداکثر ارتفاع: ۱۲٬۰۰۰ فوت (۳٬۷۰۰ متر)
- نرخ صعود: ۱٬۴۵۰ فوت بر دقیقه (۷٫۴ متر بر ثانیه)